# Ideopsis serena
Ideopsis serena är en fjärilsart som beskrevs av James John Joicey och Talbot 1916. Ideopsis serena ingår i släktet Ideopsis och familjen praktfjärilar. Inga underarter finns listade i Catalogue of Life.